# Première Division (1998/1999)
Sezon 1998/99 Division 1.

## Tabela końcowa
|    | Klub                   | Pkt | M  | Z  | R  | P  | G+ | G- | +/- | Śr. liczba kibiców | Komentarz                                 |
| -- | ---------------------- | --- | -- | -- | -- | -- | -- | -- | --- | ------------------ | ----------------------------------------- |
| 1  | Girondins Bordeaux     | 72  | 34 | 22 | 6  | 6  | 66 | 29 | +37 | 25804              | Mistrz Francji Faza grupowa Ligi Mistrzów |
| 2  | Olympique Marsylia     | 71  | 34 | 21 | 8  | 5  | 56 | 28 | +28 | 51409              | Faza grupowa Ligi MIstrzów                |
| 3  | Olympique Lyon         | 63  | 34 | 18 | 9  | 7  | 51 | 31 | +20 | 29556              | Liga Mistrzów 3. runda kwalifikacyjna     |
| 4  | AS Monaco              | 62  | 34 | 18 | 8  | 8  | 52 | 32 | +20 | 7433               | Puchar UEFA                               |
| 5  | Stade Rennais          | 59  | 34 | 17 | 8  | 9  | 45 | 38 | +7  | 15605              | Puchar Intertoto                          |
| 6  | RC Lens                | 49  | 34 | 14 | 7  | 13 | 45 | 38 | +7  | 36045              | Puchar UEFA (zwycięzca Coupe de la Ligue) |
| 7  | FC Nantes              | 48  | 34 | 12 | 12 | 10 | 40 | 34 | +6  | 26701              | Puchar UEFA (zwycięzca Coupe de France)   |
| 8  | Montpellier HSC        | 43  | 34 | 11 | 10 | 13 | 53 | 50 | +3  | 14685              | Puchar Intertoto                          |
| 9  | Paris SG               | 39  | 34 | 10 | 9  | 15 | 34 | 35 | -1  | 40910              | Puchar Intertoto (ale odmówa gry)         |
| 10 | FC Metz                | 39  | 34 | 9  | 12 | 13 | 28 | 37 | -9  | 17524              | Puchar Intertoto (zastępując Paris SG)    |
| 11 | AS Nancy               | 39  | 34 | 10 | 9  | 15 | 35 | 45 | -10 | 11124              |                                           |
| 12 | RC Strasbourg          | 38  | 34 | 8  | 14 | 12 | 30 | 36 | -6  | 17533              |                                           |
| 13 | SC Bastia              | 38  | 34 | 10 | 8  | 16 | 37 | 46 | -9  | 5225               |                                           |
| 14 | AJ Auxerre             | 37  | 34 | 9  | 10 | 15 | 40 | 45 | -5  | 11087              |                                           |
| 15 | Le Havre AC            | 35  | 34 | 8  | 11 | 15 | 23 | 38 | -15 | 11804              |                                           |
| 16 | FC Lorient             | 35  | 34 | 8  | 11 | 15 | 33 | 49 | -16 |                    | Spadek do Division 2                      |
| 17 | FC Sochaux-Montbéliard | 33  | 34 | 6  | 15 | 13 | 30 | 54 | -24 |                    | Spadek do Division 2                      |
| 18 | Toulouse FC            | 29  | 34 | 6  | 11 | 17 | 24 | 53 | -29 |                    | Spadek do Division 2                      |

## Awans do Division 1
- AS Saint-Étienne
- CS Sedan
- Troyes AC

## Najlepsi strzelcy
| Miejsce | Piłkarz            | Narodowość                              | Klub                      | Gole |
| ------- | ------------------ | --------------------------------------- | ------------------------- | ---- |
| 1       | Sylvain Wiltord    | Francja                                 | Girondins Bordeaux        | 22   |
| 2       | Alain Caveglia     | Francja                                 | Olympique Lyon            | 17   |
| 3       | Lilian Laslandes   | Francja                                 | Girondins Bordeaux        | 15   |
| 3       | Shabani Nonda      | Demokratyczna Republika Konga · Burundi | Stade Rennais             | 15   |
| 5       | Florian Maurice    | Francja                                 | Olympique Marsylia        | 14   |
| 6       | Fabrizio Ravanelli | Włochy                                  | Olympique Marsylia        | 13   |
| 7       | David Trézéguet    | Francja                                 | AS Monaco                 | 12   |
| 7       | Tony Cascarino     | Irlandia                                | AS Nancy                  | 12   |
| 9       | Frédéric Née       | Francja                                 | SC Bastia                 | 11   |
| 9       | Victor Ikpeba Nosa | Nigeria                                 | AS Monaco                 | 11   |
| 9       | Laurent Robert     | Francja                                 | Montpellier HSC           | 11   |
| 9       | Bruno Rodriguez    | Francja                                 | FC Metz (6), Paris SG (5) | 11   |
| 13      | Bernard Bouger     | Francja                                 | FC Sochaux-Montbéliard    | 10   |
| 14      | Pierre-Yves André  | Francja                                 | SC Bastia                 | 9    |
| 14      | Johan Micoud       | Francja                                 | Girondins Bordeaux        | 9    |
| 14      | Patrice Loko       | Francja                                 | Montpellier HSC           | 9    |
| 14      | Didier Thimothée   | Francja                                 | Montpellier HSC           | 9    |
| 14      | Marco Simone       | Włochy                                  | Paris SG                  | 9    |